# Sistema Integral de Transporte de Tijuana
El Sistema Integral de Transporte de Tijuana (también conocido como SITT) es un sistema que provee los servicios de transporte público atendiendo la movilidad urbana de la ciudad de Tijuana, Baja California.
El sistema está integrado por la conjugación de rutas de tipo Troncal, Pre Troncal y Alimentadoras. Fue inaugurado el 22 de noviembre de 2016, por el alcalde Jorge Astiazarán Orcí. En sus primeros años logró construir una red de rutas alimentadoras que se unían a las terminales de la ruta troncal, sin embargo, el poco apoyo del gobierno municipal y los cambios políticos, le llevaron a mantenerse con una ruta troncal exclusivamente. 
Actualmente se encuentra en un proceso de reestructuración. Cuenta con 1 línea troncal que va desde la Terminal Centro hasta la Terminal Insurgentes. 

## Jurisdicción
La empresa SITT S.A de C.V es la encargada de operar el sistema de transporte público, bajo la autoridad de la Secretaría de Movilidad Urbana Sustentable, del Ayuntamiento de Tijuana. 

## Historia
Desde la década de los 1980s se ha insistido en la necesidad de renovar el transporte público de Tijuana, sin embargo, en 2004, bajo el gobierno de Jesús González Reyes, se dio el primer antecedente moderno de constituir una ruta troncal para la ciudad. Se instalaron bollas en los carriles que serían exclusivos para las unidades de autobuses, sin embargo, el proyecto no prosperó. Las estaciones que habían sido construidas, finalmente fueron desmanteladas bajo el trienio de Jorge Hank Rhon. En 2007, con la llegada de Jorge Ramos y tras la implementación del programa PIRE, se buscó crear un proyecto de rutas troncales que corrieran de este a oeste, a través de las vías rápidas; y otro norte-sur, de Otay a Santa Fe; así como algunas rutas suburbanas. Pese a conseguir el fondo económico para su realización, el cambio político en el escenario electoral, detuvo una vez más las intenciones de renovación del transporte.
En 2013, luego de varios intentos se crea el SITT como organismo que se encargaría de la gestión, planeación, administración, operación, control, construcción, mantenimiento y conservación del denominado Sistema de Transporte Masivo Urbano de Pasajeros de Tijuana. Finalmente en noviembre de 2016 se inaugura la ruta troncal que corre desde la Terminal Insurgentes hasta la Terminal Centro, con dos rutas, una pasando por Zona Río y otra, cerca de la línea internacional de la Garita de San Ysidro. Participan algunas empresas transportistas para las rutas alimentadoras con autobuses, llegando a ampliar las rutas alimentadoras con el paso de los años. Sin embargo, la Línea 2 que correría de Otay a Santa Fe, no se concreta. 
En 2019, con el cambio político en el Ayuntamiento, comienza el deterioro de las estaciones y la frecuencia de las unidades comienza a ser más escasa. En 2021, los socios privados del SITT abandonan el proyecto y reducen el número de unidades que circulan en la ruta. Todavía en 2022, las estaciones se encontraban en total abandono por parte de las autoridades y las rutas alimentadoras eran ya inexistentes, dejando solamente la ruta troncal. Pese al planteamiento de trasladar las funciones del SITT al gobierno estatal, a través del IMOS, este aun se encuentra bajo la autoridad del Ayuntamiento de Tijuana. En 2023, se inició la ruta binacional Centro-San Ysidro, a través de la empresa Mexicoach, quien operará la ruta.

## Rutas
- Ruta Troncal 1: Parte de la Terminal Insurgentes a la Terminal Centro. Cuenta con 47 estaciones a lo largo de la Vía Rápida, Paseo Centenario, Paseo de los Héroes, Avenida Revolución, Calle Décima y Calle Novena.

###### Antiguas rutas
- Ruta Binacional: Parte de la Estación 24 del Centro con destino a San Ysidro Station, a través de la garita internacional del mismo nombre. El cruce tiene un costo de $10 dólares.[7]